# فهرست فصل‌های فرمول یک
تاکنون ۷۱ فصل از مسابقات فرمول یک، که از سوی فدراسیون بین‌المللی اتومبیل‌رانی (فیا)، هیئت حاکم بر ورزش‌های موتوری بین‌المللی، به عنوان بالاترین کلاس برای رقابت میان خودروهای مسابقه‌ای چرخ‌باز قلمداد می‌شود، برگزار شده‌است. هر فصل از مسابقات جهانی فرمول یک از مجموعه‌ای از مسابقه‌ها تشکیل شده‌است که با نام گراند پری یا جایزه بزرگ شناخته می‌شوند. این مسابقه‌ها معمولاً در پیست‌هایی برگزار می‌شوند که با هدف میزبانی همین مسابقات ساخته شده‌اند. همچنین در برخی موارد ممکن است مسابقه در خیابان‌های بستهٔ شهری نیز برگزار شود که مشهورترین آن‌ها گراند پری موناکو در شهر مونت‌کارلو است. نتایج هر مسابقه در پایان فصل با نتایج سایر مسابقات تجمیع می‌شود تا برندهٔ دو جایزهٔ سالانهٔ قهرمانی جهان مشخص شود؛ یکی برای رانندگان و دیگری برای سازندگان.
مقام قهرمانی رانندگان جهان، که بواسطهٔ یک سیستم امتیازدهی و بر پایهٔ نتایج گراند پری‌ها تعیین می‌شود، و از زمان برگزاری اولین فصل از مسابقات فرمول یک در سال ۱۹۵۰ به رانندگان اعطا می‌شده‌است، در پایان هر فصل به موفق‌ترین رانندهٔ فرمول یک در طول فصل تعلق می‌گیرد. مقام قهرمانی سازندگان جهان، که برای اولین بار در فصل ۱۹۵۸ اعطا شد، بواسطهٔ یک سیستم امتیازدهی و بر پایهٔ نتایج گراند پری‌ها، به موفق‌ترین سازندهٔ فرمول یک تعلق می‌گیرد. ترکیب‌های مختلف شاسی/موتور خودروها در مسابقات قهرمانی جهان فرمول یک به‌عنوان یک سازندهٔ متفاوت در نظر گرفته‌می‌شوند. امتیازهای قهرمانی سازندگان بواسطهٔ تجمیع امتیازهای کسب شده در هر مسابقه توسط هر یک از رانندگانی که برای آن سازنده رانندگی می‌کنند، محاسبه می‌شود. تا سال ۱۹۷۹ در بیشتر فصل‌ها از میان رانندگان هر سازنده، تنها امتیازهای راننده‌ای که بیشترین امتیاز را در هر مسابقه کسب کرده‌بود برای تعیین امتیازهای سازندگان محاسبه می‌شد. تنها در ده مورد سازنده‌ای که عنوان قهرمانی سازندگان جهان را کسب کرده‌بود دربردارندهٔ راننده‌ای نبود که در همان فصل به مقام قهرمانی رانندگان جهان دست یافته‌بود.

## فهرست فصل‌ها
| فصل  | مسابقه‌ها | تعداد کشورها | اولین                         | آخرین                   | قهرمان رانندگان (تیم)              | قهرمان سازندگان  |
| ---- | -------- | ------------ | ----------------------------- | ----------------------- | ---------------------------------- | ---------------- |
| ۱۹۵۰ | ۷        | ۷            | جایزه بزرگ بریتانیا ۱۹۵۰      | جایزه بزرگ ایتالیا ۱۹۵۰ | نینو فارینا (آلفا رومئو)           | اعطا نشده‌است     |
| ۱۹۵۱ | ۸        | ۸            | جایزه بزرگ سوئیس ۱۹۵۱         | جایزه بزرگ اسپانیا ۱۹۵۱ | خوان مانوئل فانخیو (آلفا رومئو)    | اعطا نشده‌است     |
| ۱۹۵۲ | ۸        | ۸            | جایزه بزرگ سوئیس ۱۹۵۲         | جایزه بزرگ ایتالیا ۱۹۵۲ | آلبرتو اسکاری (فراری)              | اعطا نشده‌است     |
| ۱۹۵۳ | ۹        | ۹            | جایزه بزرگ آرژانتین ۱۹۵۳      | جایزه بزرگ ایتالیا ۱۹۵۳ | آلبرتو اسکاری (فراری)              | اعطا نشده‌است     |
| ۱۹۵۴ | ۹        | ۹            | جایزه بزرگ آرژانتین ۱۹۵۴      |                         | خوان مانوئل فانخیو (مازراتی/مرسدس) | اعطا نشده‌است     |
| ۱۹۵۵ | ۷        | ۷            | جایزه بزرگ آرژانتین ۱۹۵۵      |                         | خوان مانوئل فانخیو (مرسدس)         | اعطا نشده‌است     |
| ۱۹۵۶ | ۸        | ۸            | جایزه بزرگ آرژانتین ۱۹۵۶      |                         | خوان مانوئل فانخیو (فراری)         | اعطا نشده‌است     |
| ۱۹۵۷ | ۸        | ۷            | جایزه بزرگ آرژانتین ۱۹۵۷      |                         | خوان مانوئل فانخیو (مازراتی)       | اعطا نشده‌است     |
| ۱۹۵۸ | ۱۱       | ۱۱           | جایزه بزرگ آرژانتین ۱۹۵۸      |                         | مایک هوثورن (فراری)                | ون‌وال            |
| ۱۹۵۹ | ۹        | ۸            | جایزه بزرگ موناکو ۱۹۵۹        |                         | جک برابام (کوپر)                   | کوپر-کلیمکس      |
| ۱۹۶۰ | ۱۰       | ۹            | جایزه بزرگ آرژانتین ۱۹۶۰      |                         | جک برابام (کوپر)                   | کوپر-کلیمکس      |
| ۱۹۶۱ | ۸        | ۸            | جایزه بزرگ موناکو ۱۹۶۱        |                         | فیل هیل (فراری)                    | فراری            |
| ۱۹۶۲ | ۹        | ۹            | جایزه بزرگ هلند ۱۹۶۲          |                         | گراهام هیل (بی‌آرام)                | بی‌آرام           |
| ۱۹۶۳ | ۱۰       | ۱۰           | جایزه بزرگ موناکو ۱۹۶۳        |                         | جیم کلارک (لوتوس)                  | لوتوس-کلیمکس     |
| ۱۹۶۴ | ۱۰       | ۱۰           | جایزه بزرگ موناکو ۱۹۶۴        |                         | جان سرتیز (فراری/ان‌ای‌آرتی)         | فراری            |
| ۱۹۶۵ | ۱۰       | ۱۰           | جایزه بزرگ آفریقای جنوبی ۱۹۶۵ |                         | جیم کلارک (لوتوس)                  | لوتوس-کلیمکس     |
| ۱۹۶۶ | ۹        | ۹            | جایزه بزرگ موناکو ۱۹۶۶        |                         | جک برابام (برابام)                 | برابام-رپکو      |
| ۱۹۶۷ | ۱۱       | ۱۱           | جایزه بزرگ آفریقای جنوبی ۱۹۶۷ |                         | دنی هیولم (برابام)                 | برابام-رپکو      |
| ۱۹۶۸ | ۱۲       | ۱۲           | جایزه بزرگ آفریقای جنوبی ۱۹۶۸ |                         | گراهام هیل (لوتوس)                 | لوتوس-فورد       |
| ۱۹۶۹ | ۱۱       | ۱۱           | جایزه بزرگ آفریقای جنوبی ۱۹۶۹ |                         | جکی استوارت (ماترا)                | ماترا-فورد       |
| ۱۹۷۰ | ۱۳       | ۱۳           | جایزه بزرگ آفریقای جنوبی ۱۹۷۰ |                         | جوهن رایندت (لوتوس)                | لوتوس-فورد       |
| ۱۹۷۱ | ۱۱       | ۱۱           | جایزه بزرگ آفریقای جنوبی ۱۹۷۱ |                         | جکی استوارت (تایرل)                | تایرل-فورد       |
| ۱۹۷۲ | ۱۲       | ۱۲           |                               |                         | امرسون فیتیپالدی (لوتوس)           | لوتوس-فورد       |
| ۱۹۷۳ | ۱۵       | ۱۵           |                               |                         | جکی استوارت (تایرل)                | لوتوس-فورد       |
| ۱۹۷۴ | ۱۵       | ۱۵           |                               |                         | امرسون فیتیپالدی (مک‌لارن)          | مک‌لارن-فورد      |
| ۱۹۷۵ | ۱۴       | ۱۴           |                               |                         | نیکی لائودا (فراری)                | فراری            |
| ۱۹۷۶ | ۱۶       | ۱۵           |                               |                         | جیمز هانت (مک‌لارن)                 | فراری            |
| ۱۹۷۷ | ۱۷       | ۱۶           |                               |                         | نیکی لائودا (فراری)                | فراری            |
| ۱۹۷۸ | ۱۶       | ۱۵           |                               |                         | ماریو اندرتی (لوتوس)               | لوتوس-فورد       |
| ۱۹۷۹ | ۱۵       | ۱۴           |                               |                         | جودی شکتر (فراری)                  | فراری            |
| ۱۹۸۰ | ۱۴       | ۱۳           |                               |                         | آلن جونز (ویلیامز)                 | ویلیامز-فورد     |
| ۱۹۸۱ | ۱۵       | ۱۳           |                               |                         | نلسون پیکه (برابام)                | ویلیامز-فورد     |
| ۱۹۸۲ | ۱۶       | ۱۱           |                               |                         | ککه روسبرگ (ویلیامز)               | فراری            |
| ۱۹۸۳ | ۱۵       | ۱۳           |                               |                         | نلسون پیکه (برابام)                | فراری            |
| ۱۹۸۴ | ۱۶       | ۱۴           |                               |                         | نیکی لائودا (مک‌لارن)               | مک‌لارن-تگ        |
| ۱۹۸۵ | ۱۶       | ۱۴           |                               |                         | آلن پروست (مک‌لارن)                 | مک‌لارن-تگ        |
| ۱۹۸۶ | ۱۶       | ۱۵           |                               |                         | آلن پروست (مک‌لارن)                 | ویلیامز-هوندا    |
| ۱۹۸۷ | ۱۶       | ۱۵           |                               |                         | نلسون پیکه (ویلیامز)               | ویلیامز-هوندا    |
| ۱۹۸۸ | ۱۶       | ۱۵           |                               |                         | آیرتون سنا (مک‌لارن)                | مک‌لارن-هوندا     |
| ۱۹۸۹ | ۱۶       | ۱۵           |                               |                         | آلن پروست (مک‌لارن)                 | مک‌لارن-هوندا     |
| ۱۹۹۰ | ۱۶       | ۱۵           |                               |                         | آیرتون سنا (مک‌لارن)                | مک‌لارن-هوندا     |
| ۱۹۹۱ | ۱۶       | ۱۵           |                               |                         | آیرتون سنا (مک‌لارن)                | مک‌لارن-هوندا     |
| ۱۹۹۲ | ۱۶       | ۱۵           |                               |                         | نایجل منسل (ویلیامز)               | ویلیامز-رنو      |
| ۱۹۹۳ | ۱۶       | ۱۴           |                               |                         | آلن پروست (ویلیامز)                | ویلیامز-رنو      |
| ۱۹۹۴ | ۱۶       | ۱۳           |                               |                         | میشائیل شوماخر (بنتون)             | ویلیامز-رنو      |
| ۱۹۹۵ | ۱۷       | ۱۴           |                               |                         | میشائیل شوماخر (بنتون)             | بنتون-رنو        |
| ۱۹۹۶ | ۱۶       | ۱۴           |                               |                         | دیمون هیل (ویلیامز)                | ویلیامز-رنو      |
| ۱۹۹۷ | ۱۷       | ۱۴           |                               |                         | ژاک ویلنوو (ویلیامز)               | ویلیامز-رنو      |
| ۱۹۹۸ | ۱۶       | ۱۴           |                               |                         | میکا هاکینن (مک‌لارن)               | مک‌لارن-مرسدس     |
| ۱۹۹۹ | ۱۶       | ۱۴           |                               |                         | میکا هاکینن (مک‌لارن)               | فراری            |
| ۲۰۰۰ | ۱۷       | ۱۵           |                               |                         | میشائیل شوماخر (فراری)             | فراری            |
| ۲۰۰۱ | ۱۷       | ۱۵           |                               |                         | میشائیل شوماخر (فراری)             | فراری            |
| ۲۰۰۲ | ۱۷       | ۱۵           |                               |                         | میشائیل شوماخر (فراری)             | فراری            |
| ۲۰۰۳ | ۱۶       | ۱۵           |                               |                         | میشائیل شوماخر (فراری)             | فراری            |
| ۲۰۰۴ | ۱۸       | ۱۶           |                               |                         | میشائیل شوماخر (فراری)             | فراری            |
| ۲۰۰۵ | ۱۹       | ۱۷           |                               |                         | فرناندو آلونسو (رنو)               | رنو              |
| ۲۰۰۶ | ۱۸       | ۱۶           |                               |                         | فرناندو آلونسو (رنو)               | رنو              |
| ۲۰۰۷ | ۱۷       | ۱۷           |                               |                         | کیمی رایکونن (فراری)               | فراری            |
| ۲۰۰۸ | ۱۸       | ۱۷           |                               |                         | لوئیس همیلتون (مک‌لارن)             | فراری            |
| ۲۰۰۹ | ۱۷       | ۱۶           |                               |                         | جنسون باتن (براون)                 | براون-مرسدس      |
| ۲۰۱۰ | ۱۹       | ۱۸           |                               |                         | سباستیان فتل (ردبول ریسینگ)        | ردبول ریسینگ-رنو |
| ۲۰۱۱ | ۱۹       | ۱۸           |                               |                         | سباستیان فتل (ردبول ریسینگ)        | ردبول ریسینگ-رنو |
| ۲۰۱۲ | ۲۰       | ۱۹           |                               |                         | سباستیان فتل (ردبول ریسینگ)        | ردبول ریسینگ-رنو |
| ۲۰۱۳ | ۱۹       | ۱۹           |                               |                         | سباستیان فتل (ردبول ریسینگ)        | ردبول ریسینگ-رنو |
| ۲۰۱۴ | ۱۹       | ۱۹           |                               |                         | لوئیس همیلتون (مرسدس)              | مرسدس            |
| ۲۰۱۵ | ۱۹       | ۱۹           |                               |                         | لوئیس همیلتون (مرسدس)              | مرسدس            |
| ۲۰۱۶ | ۲۱       | ۲۱           |                               |                         | نیکو رزبرگ (مرسدس)                 | مرسدس            |
| ۲۰۱۷ | ۲۰       | ۲۰           |                               |                         | لوئیس همیلتون (مرسدس)              | مرسدس            |
| ۲۰۱۸ | ۲۱       | ۲۱           |                               |                         | لوئیس همیلتون (مرسدس)              | مرسدس            |
| ۲۰۱۹ | ۲۱       | ۲۱           |                               |                         | لوئیس همیلتون (مرسدس)              | مرسدس            |
| ۲۰۲۰ | ۱۷       | ۱۲           |                               |                         | لوئیس همیلتون (مرسدس)              | مرسدس            |
| ۲۰۲۱ | ۲۲       | ۲۰           | جایزه بزرگ بحرین ۲۰۲۱         | جایزه بزرگ ابوظبی ۲۰۲۱  | ماکس فرستاپن (ردبول ریسینگ هوندا)  | مرسدس            |
| ۲۰۲۲ | ۲۳       | ۲۱           | جایزه بزرگ بحرین ۲۰۲۲         | جایزه بزرگ ابوظبی ۲۰۲۲  | مکس ورشتاپن (اورال ردبول ریسینگ)   | ردبول            |